# السودان في بطولة العالم للألعاب المائية 2015
تنافس السودان في بطولة العالم للألعاب المائية 2015 في قازان، روسيا من 24 يوليو إلى 9 أغسطس 2015.

## السباحة في المياه المفتوحة
تأهلت السودان لسباحين للتنافس في ماراثون المياه المفتوحة
| رياضي               | الحدث       | الوقت | رتبة |
| ------------------- | ----------- | ----- | ---- |
| أحمد عبد الرحمن آدم | للرجال 5 كم | OTL   | OTL  |
| أمجد الصفلاوي       | للرجال 5 كم | OTL   | OTL  |

## السباحة
حقق السباحون السودانيون معايير تأهيل في الأحداث التالية (بحد أقصى 2 سباحين في كل حدث في وقت دخول مستوى-A، وواحد في مستوى-B)
الرجال
| رياضي                | الحدث              | الحرارة | الحرارة | الدور قبل النهائي | الدور قبل النهائي | النهائي  | النهائي  |
| رياضي                | الحدث              | الوقت   | رتبة    | الوقت             | رتبة              | الوقت    | رتبة     |
| -------------------- | ------------------ | ------- | ------- | ----------------- | ----------------- | -------- | -------- |
| عبد العزيز محمد أحمد | 50 م حرة           | 27.88   | 105     | لم يتقدم          | لم يتقدم          | لم يتقدم | لم يتقدم |
| عبد العزيز محمد أحمد | 50 م فراشة         | 29.66   | 67      | لم يتقدم          | لم يتقدم          | لم يتقدم | لم يتقدم |
| رامي إلياس           | 200 م ظهرا         | 2:19.53 | 37      | لم يتقدم          | لم يتقدم          | لم يتقدم | لم يتقدم |
| رامي إلياس           | 200 متر فردي متنوع | 2:20.94 | 46      | لم يتقدم          | لم يتقدم          | لم يتقدم | لم يتقدم |

النساء
| رياضي        | الحدث    | الحرارة | الحرارة | الدور قبل النهائي | الدور قبل النهائي | النهائي  | النهائي  |
| رياضي        | الحدث    | الوقت   | رتبة    | الوقت             | رتبة              | الوقت    | رتبة     |
| ------------ | -------- | ------- | ------- | ----------------- | ----------------- | -------- | -------- |
| حنين ابراهيم | 50 م حرة | 36.14   | 106     | لم مقدما          | لم مقدما          | لم مقدما | لم مقدما |

## روابط خارجية
- كازان 2015 الموقع الرسمي